# Nada Zrilic
Nada Zrilic (Fiume, 21 giugno 1953) è un'ex pallavolista croata.
Giocava nel ruolo di palleggiatrice. 

## Carriera
Inizia a giocare in Italia a Modena nella stagione 1980-81. In quegli anni, mentre iniziava il dominio incontrastato della Olimpia Teodora Ravenna, trascorse 3 stagioni a Bari, 1 nella SIPP Cassano (MI) e 3 a Cecina (LI), fino al 1988.
Dalla stagione 1988 passa alla PVF Matera, dove contribuisce alla crescita del sodalizio lucano fino alla conquista di primi titoli europei (Coppa CEV 1991 e 1992) e del primo scudetto della sua storia nel 1992 a Perugia contro l'Imet Sirio. Dopo una parentesi in A2 presso l'Aquila Azzurra Trani, tornerà a Matera nella stagione 1993-94 dove, come vice di Anna Maria Marasi, conquisterà una Supercoppa Europea nel 1993 e nel 1994 lo scudetto e la Coppa Italia.
Concluse la sua carriera nel 1997 dopo altre due stagioni ad Altamura e a Fano, dove tuttora vive. 
Dopo la lunga carriera pallavolistica ha praticato atletica a livello agonistico.